# Bezmiâlem Sultan
Bezmiâlem Sultan, född 1807 i Georgien, död 2 maj 1853 i Konstantinopel, var en valide sultan i det Osmanska riket under sin son sultan Abd ül-Mecid I från 1839 till 1853. 
Hon var född Georgien som syster till den abchaziska prinsen Kaytuk Giorgi Bey.  Hon har ibland sagts vara en rysk judinna.  Hon kom till det kejserliga osmanska haremet som gemål till sultan Mahmud II år 1822, där hon enligt sed konverterade till islam och fick ett persiskt namn, Bezmiâlem ('Universums ornament'). Hon fick sin haremsträning av sultanens halvsyster Esma.
När hennes son Abd ül-Mecid I besteg tronen vid sin fars död 1839 blev hon valide sultan och som sådan den högst rankade kvinnan i riket. Mahmud II ska ha dött i alkoholism, och en välkänd akt är att hon då hon blev valide sultan övertygade Abd ül-Mecid I att förstöra sin fars vinförråd.  Bezmiâlem var omvittnat inflytelserik, och agerade som sin sons rådgivare i stadsaffärer.  Hon fungerade som hans rådgivare vid tillsättandet av politiska ämbeten till sin död, avrådde honom från att låta Koca Hüsrev Mehmed Pasha påverka utnämningar och beskyddade karriären för Mustafa Reşid Pasha för att hon såg honom som värdefull samarbetspartner för sin son i hans reformprogram.
Bezmiâlem Sultan var en mecenat för kultur och arkitektur.  Flera välkända byggnadsverk uppfördes på hennes order.